# Kopula (matematyka)
Kopula (rzadziej kopuła, ang. copula) – wykorzystywana w teorii prawdopodobieństwa i statystyce funkcja służąca do opisu i modelowania wielowymiarowej współzależności (korelacji) między zmiennymi losowymi. Formalnie kopula to wielowymiarowa dystrybuanta łącznego rozkładu prawdopodobieństwa, którego wszystkie rozkłady brzegowe są jednostajne w przedziale [0, 1]. 
Kluczową ideą kopuli jest oddzielenie zależności między zmiennymi losowymi od ich indywidualnych rozkładów, co umożliwia elastyczne modelowanie współzależności. Zgodnie z twierdzeniem Sklara dowolny wielowymiarowy rozkład łączny można zapisać przy użyciu jednowymiarowych rozkładów brzegowych i kopuli opisującej strukturę zależności między jednowymiarowymi zmiennymi.
Kopule są szeroko stosowane w matematyce finansowej do modelowania i minimalizacji ryzyka skrajnego oraz optymalizacji portfeli.

## Kopula dwuwymiarowa
W szczególności dwuwymiarową kopulą {\displaystyle C\colon I^{2}\longrightarrow I} nazywamy funkcję spełniającą następujące warunki:
1. {\displaystyle C\left(0,t\right)=C\left(t,0\right)=0,}
2. {\displaystyle C\left(1,t\right)=C\left(t,1\right)=t} dla wszystkich {\displaystyle t\in I,}
3. {\displaystyle C(u_{2},v_{2})-C(u_{1},v_{2})-C(u_{2},v_{1})+C(u_{1},v_{1})\geqslant 0}

dla wszystkich {\displaystyle u_{1},u_{2},v_{1},v_{2}\in I,} takich że {\displaystyle u_{2}\geqslant u_{1}} i {\displaystyle v_{2}\geqslant v_{1}.}

## Twierdzenie Sklara
Niech {\displaystyle H\left(x,y\right)} będzie dwuwymiarową funkcją dystrybuanty z dystrybuantami brzegowymi {\displaystyle F(x)} i {\displaystyle G(y).} Wtedy istnieje kopula C spełniająca warunek:
{\displaystyle H(x,y)=C\left(F(x),G(y)\right).}
Ponadto jeżeli F i G są ciągłe, wówczas C jest jednoznaczna.